# Tjetjeniens flag
Tjetjeniens flag er i farverne grøn, hvid og rød, farver som har figureret i både officielle og uofficielle Tjetjenske flag siden Sovjetunionens opløsning. Den grønne farve har som regel domineret flagene. Den står for islam.
Republikken Tjetjeniens nuværende flag har også en lodret, hvid stribe, hvor der vises fire gyldne bofruller, der er et nationalt symbol. Denne type mønstre, er ikke usædvanlige i flag for lande som tidligere tilhørte Sovjetunionen.Tjetjeniens flag blev vedtaget 7. juni 2004 og officielt taget i brug 17. august samme år. 

## Links
- Om Tjetjeniens flag Arkiveret 31. oktober 2004 hos  Wayback Machine